# 西非鼠屬
西非鼠屬（学名：Dephomys），哺乳綱、囓齒目、鼠科的一屬，而與西非鼠屬（西非鼠）同科的動物尚有束鼠屬（束鼠）、長嘴鼠屬（長嘴鼠）、非洲水鼠屬（非洲水鼠）、巨齒鼠屬（巨齒鼠）等之數種哺乳動物。

## 下属物种
本属包括以下物种：
- Dephomys defua (Miller, 1900)
- Dephomys eburneae (Heim de Balsac & Bellier, 1967)